# Sadłowice (województwo świętokrzyskie)
Sadłowice – wieś w Polsce położona w województwie świętokrzyskim, w powiecie opatowskim, w gminie Wojciechowice.
W latach 1973–76 w gminie Wilczyce.
| SIMC    | Nazwa   | Rodzaj    |
| ------- | ------- | --------- |
| 0810288 | Kolonie | część wsi |

W latach 1975–1998 miejscowość położona była w województwie tarnobrzeskim.
W Sadłowicach 15 października 1927 urodził się Tadeusz Głazek, polski botanik (zm. 1997).